# Batere de monedă

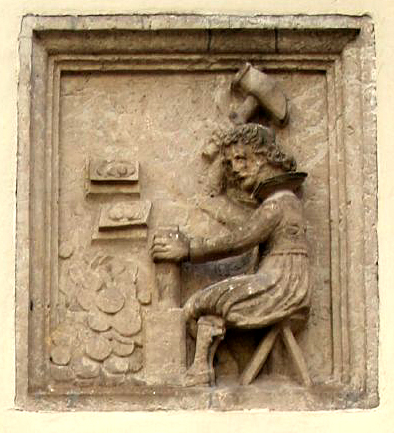
Batere de monedă: relief pe un zid din Rostock, Germania.

Baterea monedei se referă la producerea în vechime a monedelor. 

## Metalurgie
Baterea monedei este un procedeu de prelucrare la cald, prin batere (forjare), a unui lingou de metal sau amestec de metale (aliaj), într-o matriță care se aseamănă cu o scoică (în engleză, matriță se spune shell, care se traduce prin scoică). Fiecare din cele două parți ale matriței are gravat negativul în relief 3D al celor două fețe ale monedei. 
Cele mai cunoscute materiale din care s-au făcut monede sunt aurul, argintul, bronzul. Datorită ductilității materialului care crește cu temperatura, prelucrarea se face mai ușor la cald.

## Metrologie
Cantitatea de metal care se poate bate pentru o monedă este de până la câteva zeci de grame. De exemplu, 1 oz (adică 1 uncie) = 33 de grame.

## Numismatică
Baterea monedei este un instrument de afirmare a autorității statale. În forma de guvernământ monarhie este folosită imaginea cu chipul regelui, numită efigie, sau cap situat pe fața numită avers; opusul ei este reversul și se numește pajură și reprezintă stema țării, a casei regale. De aici și expresia "Cap sau pajură" folosită la tragerea la sorți cu banul. 